# ژان-کلود میشل
ژان-کلود میشل (فرانسوی: Jean-Claude Michel‎؛ ‏ ۵ ژانویهٔ ۱۹۲۵ – ۱۰ دسامبر ۱۹۹۹) بازیگر اهل فرانسه بود.
از فیلم‌هایی که وی در آن نقش داشته‌است، می‌توان به وقتی حرف می‌زنی دهنت رو ببند!، ۵۵ روز در پکن و کنت دو مونت-کریستو اشاره کرد.